# NGC 5488
NGC 5488 (również IC 4375 lub PGC 50423) – galaktyka spiralna z poprzeczką (SBbc), znajdująca się w gwiazdozbiorze Centaura. Odkrył ją John Herschel 8 czerwca 1837 roku.